# Amphilochus delacaya
Amphilochus delacaya är en kräftdjursart. Amphilochus delacaya ingår i släktet Amphilochus och familjen Amphilochidae. Inga underarter finns listade i Catalogue of Life.